# سونیک ادونس
سونیک ادونس یا سونیک پیشرفته (به انگلیسی: Sonic Advance) یک بازی ویدئویی پرشی توسعه‌یافته توسط سونیک تیم و دیمپس می‌باشد که در سال ۲۰۰۱ توسط سگا برای گیم بوی ادونس منتشر گردید.